# Lasionycta perplexa
Lasionycta perplexa là một loài bướm đêm thuộc họ Noctuidae. It is widely distributed từ miền nam Alaska và Yukon ở phía bắc đến California, Utah, và Colorado in the South. A disjunct population được tìm thấy ở bờ biển phía đông của vịnh Hudson at Kuujjuaraapik.
The habitat is conifer forest.
Sải cánh dài 33–35 mm. Con trưởng thành bay từ giữa tháng 6 qua tháng 8.
Ấu trùng ăn các loài Alnus.